# Национальный музей искусства Каталонии
Национальный музей искусства Каталонии (кат. Museu Nacional d’Art de Catalunya, исп. Museo Nacional de Arte de Cataluña, сокр. MNAC) — музей в Барселоне, создан в 1990 году в результате объединения коллекций Музея современного искусства и Музея искусства Каталонии.
Музей является консорциумом города Барселона и министерства культуры Каталонии. Его штаб-квартира располагается в Национальном дворце у подножия горы Монтжуик, открытом в 1929 году ко Всемирной выставке в Барселоне. В состав MNAC также входят ещё три учреждения культуры в Виланове-и-ла-Жельтру, Олоте и Сиджесе.

## Коллекции
Коллекция романики считается одной из самых полных в мире. Её основу образует уникальный отдел романских фресок, экспонируемых на соответствующем архитектурном фоне. Некоторые крупные произведения настенной живописи XII и XIII веков были вывезены в 1920-е годы из маленьких церквей в Пиренеях и подверглись соответствующей консервации. Кроме того в коллекцию входит объёмное собрание живописи по дереву и деревянной скульптуры.
Национальный музей искусства Каталонии разместился в здании Национального дворца (Palau Nacional), построенного к Всемирной выставке 1929 года у подножия горы Монжуик. Его коллекции насчитывают около 236 000 работ и охватывают тысячелетнюю историю каталонского, испанского и европейского искусства, от романтизма, готики, ренессанса и барокко — до середины XX века.
Ядро готической коллекции музея образуют каталонская станковая живопись и скульптура, представленная несколькими работами Берната Мартореля, Хайме Уге и Луиса Далмау.
Искусство барокко и ренессанса представлено скромнее вследствие меньшей значимости Каталонии в тот период, но тем не менее музей располагает значительными произведениями искусства XVI—XVIII веков и не только каталонского. Заслуживают упоминания работы Эль Греко и Веласкеса. Коллекция «Llegat Cambó» представляет выдающиеся образцы итальянской и французской барочной живописи, в частности, ранней нидерландской живописи и итальянского кватроченто. В экспозицию включены также некоторые экспонаты из фондов Музея Тиссена-Борнемисы.
Собрание живописи модерна объединяет известные произведения каталонского искусства XIX и первой половины XX веков. Чередой в экспозиции музея проходят различные направления этого периода, начиная от неоклассицизма и реализма, минуя модернизм и ноусентизм и заканчивая авангардным искусством.
В музее работают нумизматический и гравюрный отделы, а также универсальная и художественная библиотеки. Помимо выставочной деятельности в постоянной и сменных экспозициях музей занимается реставрационными и консервационными работами.

## Галерея

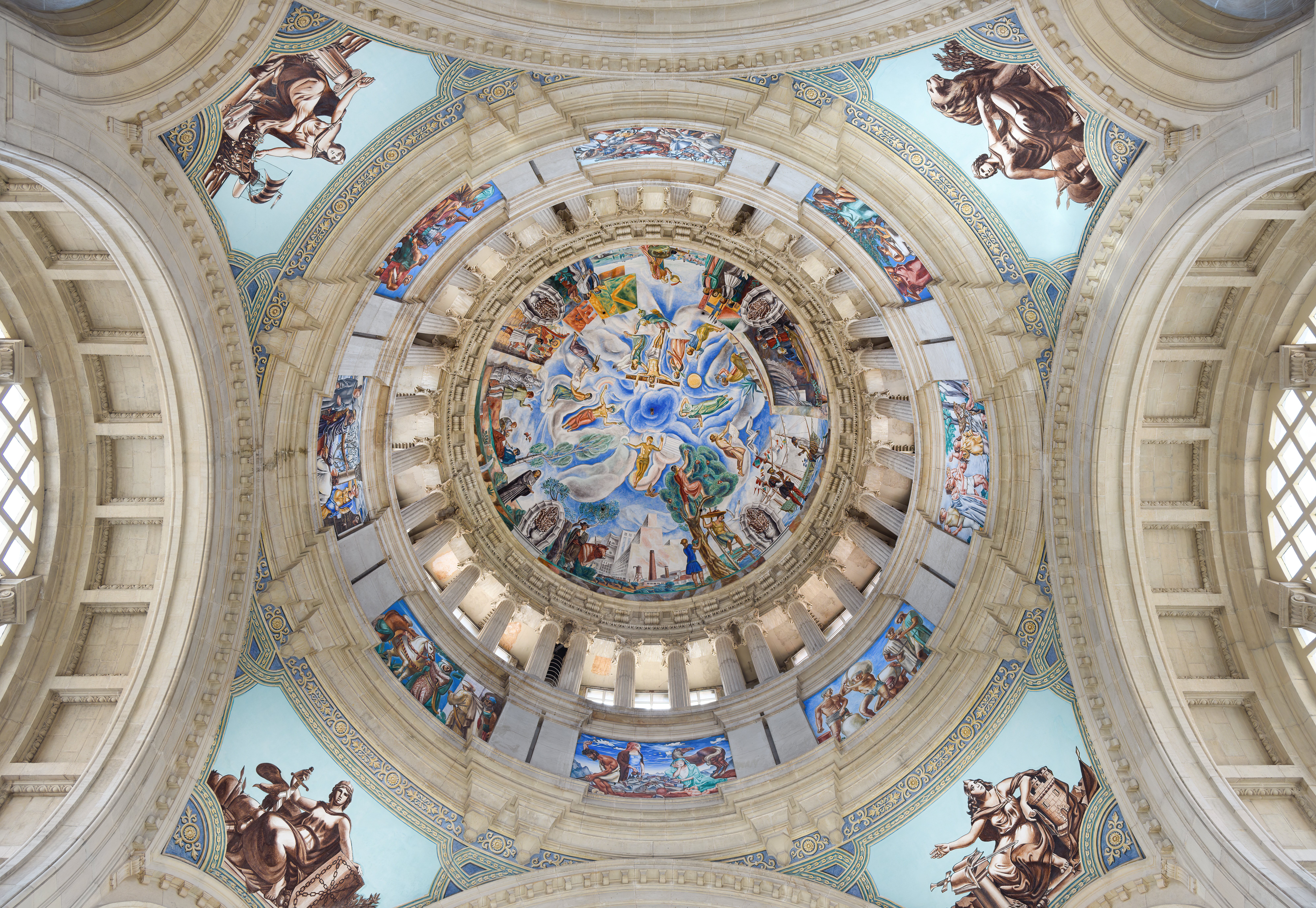
Купол музея
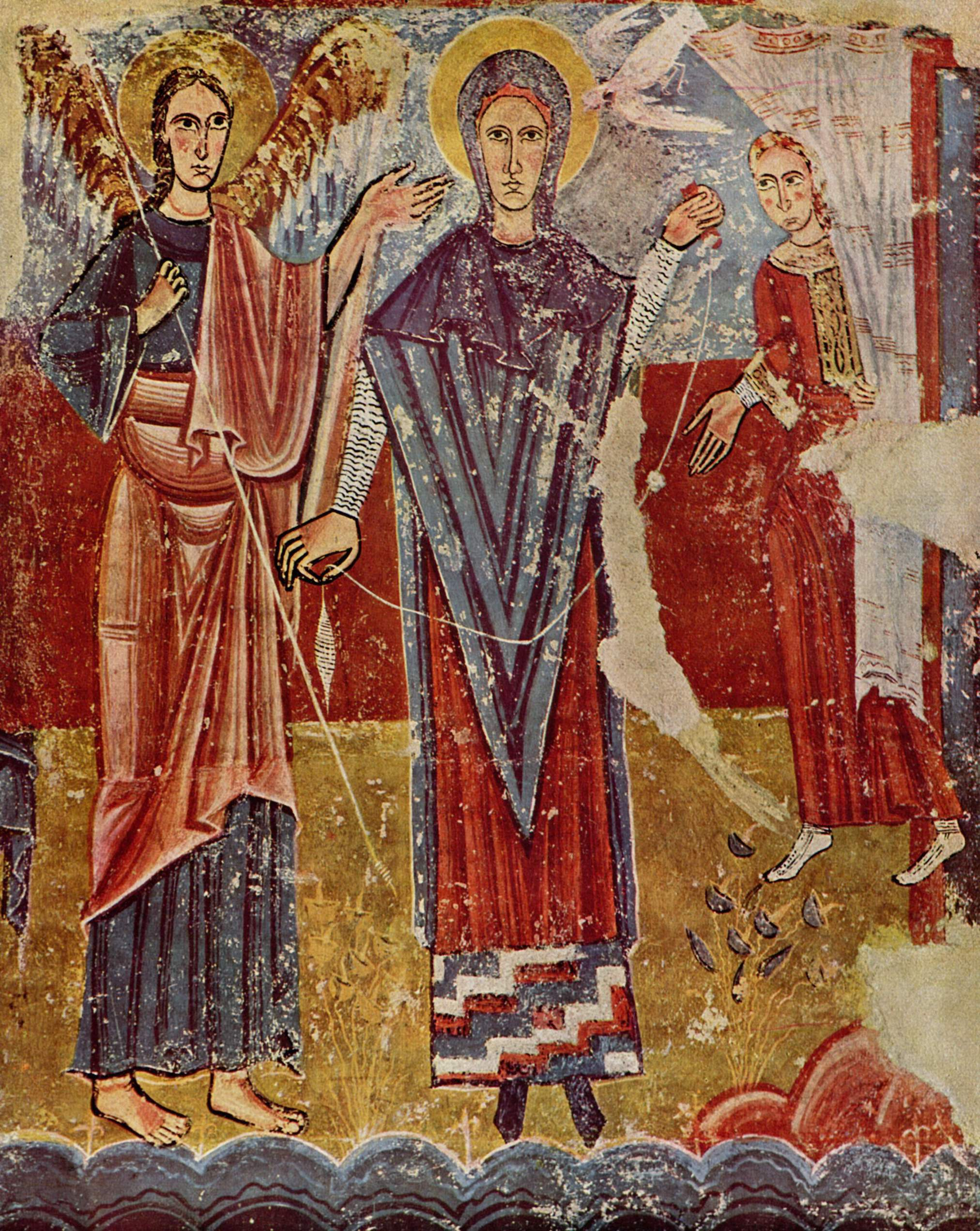
Мастер из Оркау. Благовещение. 1125-1130
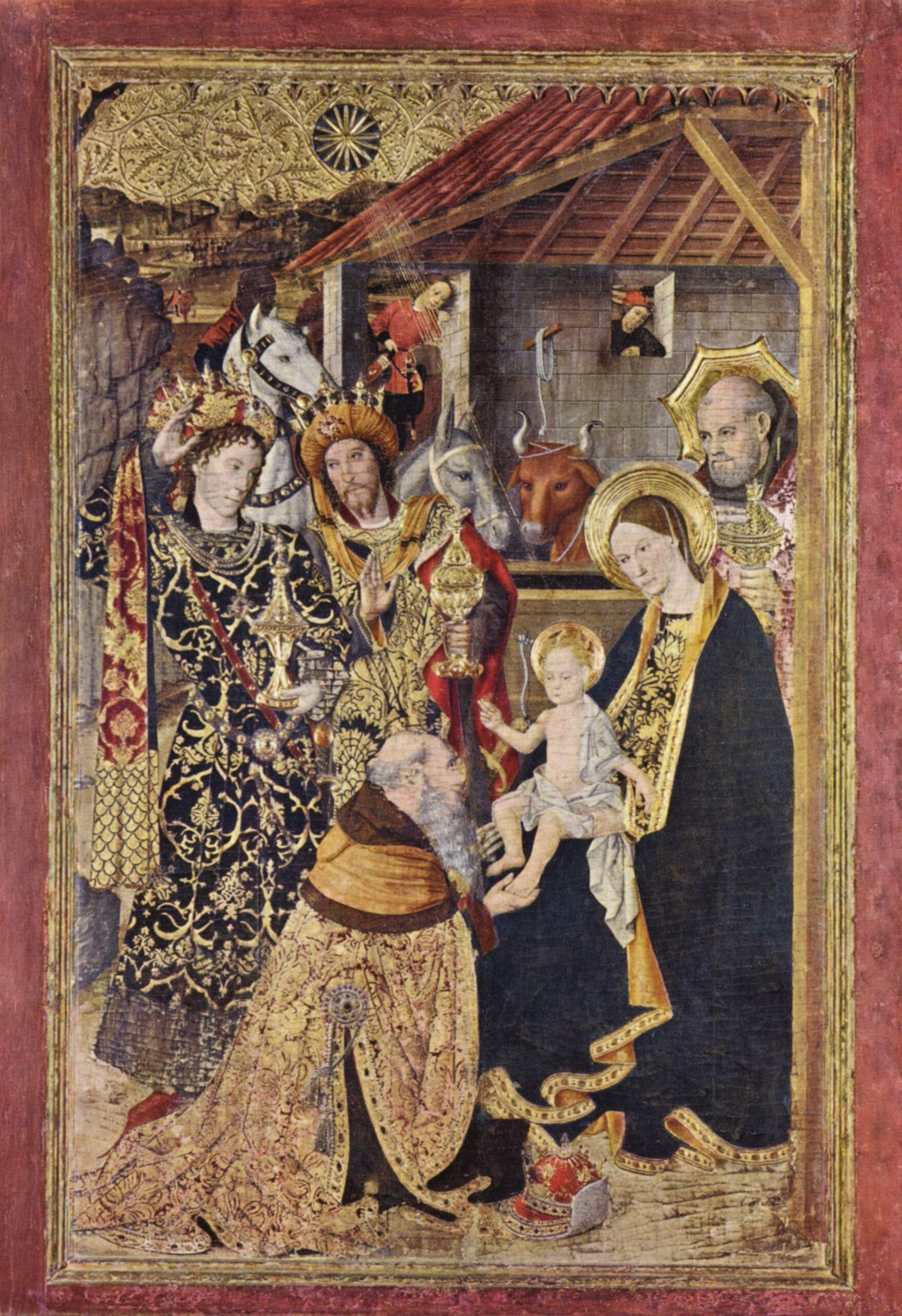
Хайме Уге. Поклонение волхвов. 1464
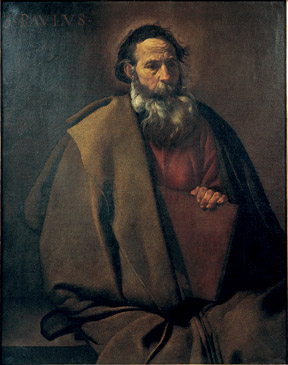
Диего Веласкес. Святой Павел. Около 1619